# Калинина (Мордовия)
Калинина — посёлок Ковылкинского района Республики Мордовия в составе Троицкого сельского поселения.

## География
Находится на расстоянии менее 3 километров на северо-запад от районного центра города Ковылкино.

## История
Был основан в конце 1920-х годов переселенцами из села Новая Толковка. В 1931 году в нём было учтено 24 двора.

## Население
Постоянное население составляло 35 человек (русские 97 %) в 2002 году, 18 в 2010 году.